# Municipio de Greenwood (condado de Wexford)
El municipio de Greenwood (en inglés: Greenwood Township) es un municipio ubicado en el condado de Wexford en el estado estadounidense de Míchigan. En el año 2010 tenía una población de 587 habitantes y una densidad poblacional de 6,41 personas por km².

## Geografía
El municipio de Greenwood se encuentra ubicado en las coordenadas 44°28′39″N 85°31′33″O / 44.47750, -85.52583. Según la Oficina del Censo de los Estados Unidos, el municipio tiene una superficie total de 91.62 km², de la cual 91,57 km² corresponden a tierra firme y (0,05 %) 0,05 km² es agua.

## Demografía
Según el censo de 2010, había 587 personas residiendo en el municipio de Greenwood. La densidad de población era de 6,41 hab./km². De los 587 habitantes, el municipio de Greenwood estaba compuesto por el 97,61 % blancos, el 0,34 % eran afroamericanos, el 0,68 % eran amerindios, el 0,17 % eran asiáticos y el 1,19 % eran de una mezcla de razas. Del total de la población el 1,19 % eran hispanos o latinos de cualquier raza.